# Гаудиг, Гуго

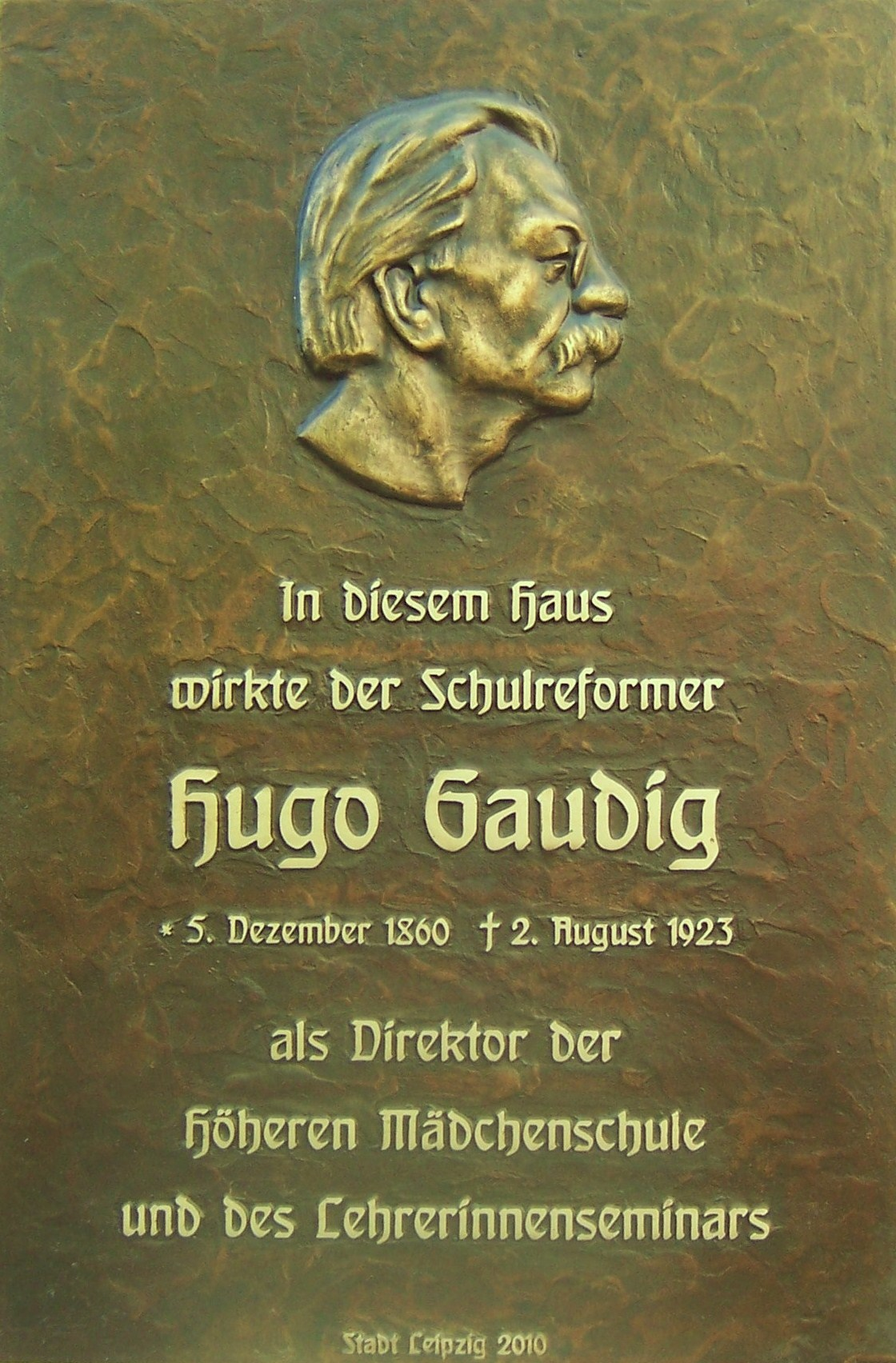
Мемориальная таблица Г. Гаудигу в Лейпциге

Гуго Гаудиг (нем. Hugo Gaudig; 5 декабря 1860,Штёккай, Тюрингия -
2 августа 1923, Лейпциг) — немецкий педагог, реформатор, просветитель, один из создателей педагогики личности. Доктор философии и богословия.

## Биография
Сын сельского священника и инспектора школ. Окончил местную школу и гимназию в Нордхаузене. Затем изучал теологию и философию в университете Галле. В 1883 году защитил докторскую диссертацию «Основные принципы эстетики Шопенгауэра». С 1887 года учительствовал в реальной гимназии в Гере, в 1896 году был директором высшей школы для девушек и женской учительской семинарии в Галле. В 1900 году Г. Гаудиг стал руководителем высшей школы для девушек, которая в том же году объединилась с женской учительской семинарией в Лейпциге.
В 1907 году возглавил II городскую школу для девушек, которая превратилась в практический центр его реформаторской педагогики.
С 1908 года — член Эрфуртской академии некоммерческих наук.

## Научная деятельность
В центре педагогической системы Гаудиг видел личность.
Главным принципом дидактики считал самодеятельность учащихся. В противовес тщательно планируемому учителем уроку, подавлявшему, по его мнению, самостоятельную учебную работу, разработал систему «свободного получения знаний» на занятиях его ученицы овладевали, главным образом, приёмами учебного труда и его планирования, методами образования и самообразования. В теоретических сочинениях доказывал, что целью воспитания и самовоспитания может быть только свободная личность, формируемая собственным трудом человека, который овладевает культурой. Школа должна избегать узкого интеллектуализма и практицизма, ориентироваться на широкие интересы формирующейся личности.
Особое влияние педагог-реформатор оказал на страны Балтии. В 1922 году Г. Гаудиг посетил Латвию по приглашению местных педагогов. В Педагогической осенней неделе в Риге приняли участие более тысячи учителей.
Среди нескольких десятков работ Г. Гаудига: «Дидактические мелочи» (1904), «Дидактические прелюдии» (1909), «Взгляд в будущее немецкой школы» (1915), «Школа на службе становления личности» (1917) и другие. Школа Гаудига после Первой мировой войны считалась центром немецкой реформаторской педагогики.

## Избранные публикации
- Festrede bei der zweiten Centenarfeier der Franckeschen Stiftungen in der Aula der höheren Mädchenschule, 1898
- Didaktische Ketzereien, 1904
- Höheres Mädchenschulwesen, 1906
- Zur Fortbildung der Schülerinnen der höheren Mädchenschule, 1906
- Didaktische Präludien, 1909
- Zur Neugestaltung des höheren Mädchenschulwesens im Königreich Sachsen, 1911
- Ausblicke in die Zukunft der deutschen Schule, 1915
- Deutsches Volk — Deutsche Schule!: Wege zur nationalen Einheit, 1917
- Das Volksschullehrerseminar der Zukunft als deutsche Schule, 1917
- Die Schule im Dienste der werdenden Persönlichkeit. Bd. 1, 1917
- Die Schule im Dienste der werdenden Persönlichkeit. Bd. 2, 1917
- Schulreform?: Gedanken zur Reform des Reformierens, 1920
- Auf dem Wege zur neuen Schule: Versuche und Ergebnisse, 1921
- Freie geistige Schularbeit in Theorie u. Praxis, 1922
- Schule und Schulleben, 1923
- Was mir der Tag brachte, 1923
- Die Idee der Persönlichkeit und ihre Bedeutung für die Pädagogik, 1923
- Freie geistige Schularbeit in Theorie und Praxis, 1925
- Elternhaus und Schule als Erziehungsgemeinschaft, 1929